# Juńczyk (herb szlachecki)
Juńczyk (Junczyk, Iunczyk) – polski herb szlachecki.

## Opis herbu

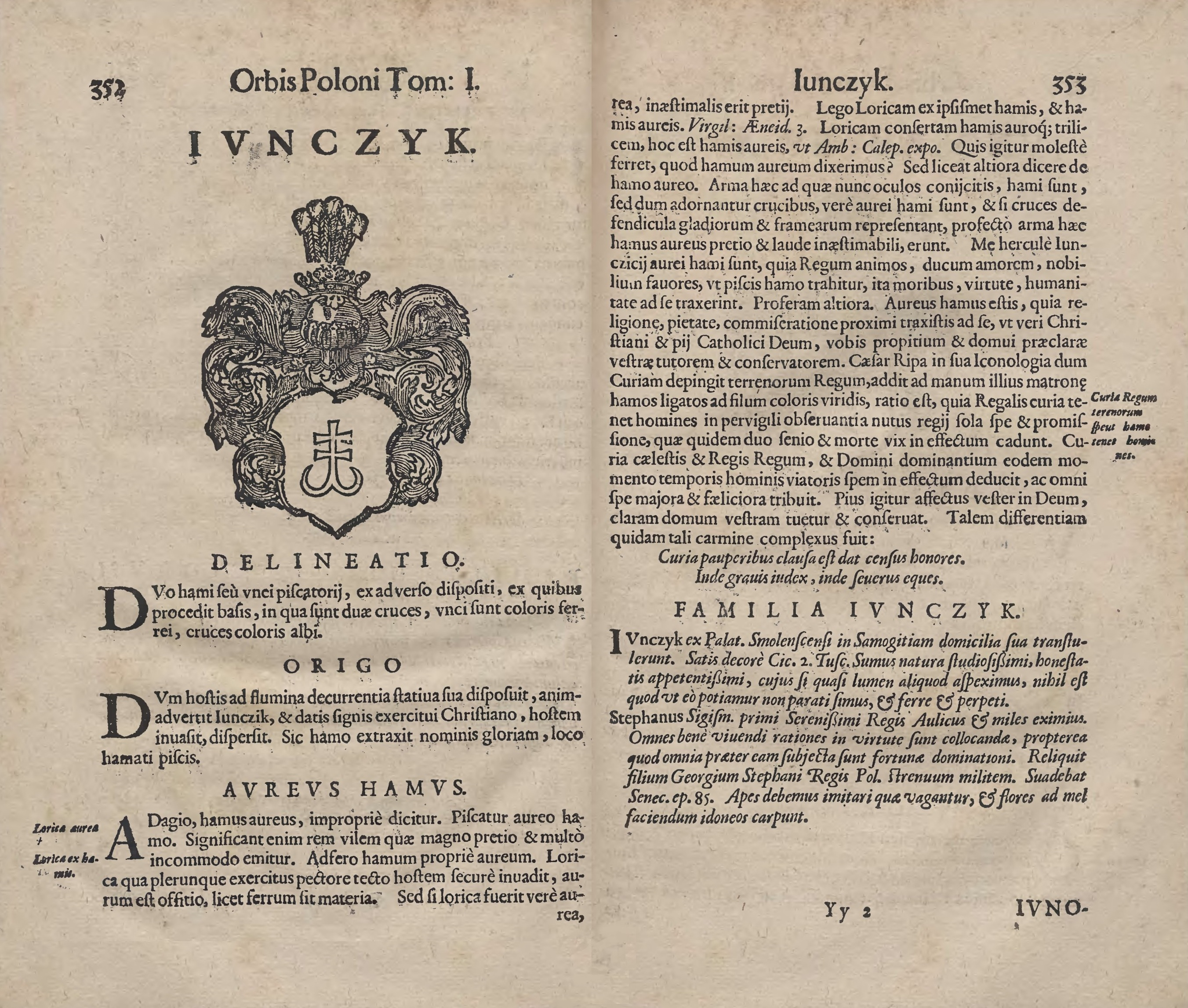
Herb Junczyk w wydanym w 1641 roku herbarzu "Orbis Polonus" Szymona Okolskiego

Opis zgodnie z klasycznymi regułami blazonowania:
W polu czerwonym krzyż podwójny rozdarty w wąs, srebrny. Klejnot: pięć piór strusich.
Odmiana:
Juńczyk II (W polu czerwonym krzyż łaciński rozdarty w wąs, srebrny. Klejnot: trzy pióra strusie.)
Odmiana Juńczyk II występowała głównie na Wołyniu.

## Pochodzenie herbu i legenda
Herb Juńczyk powstał w XIII wieku.
Szymon Okolski w swoim herbarzu pod tytułem „Orbis Polonus” z 1641 roku opisuje herb Juńczyk i podaje następującą legendę herbową:

Dum hostis flumina decurrentia statiua sua disposuit, animadvertit Iunczik, & datis signis exercitui Christiano, hostem inuafit, dispersit. Sic hamo extraxit nominis gloriam, loco hamati piscis.

Po przetłumaczeniu:

Podczas gdy nieprzyjaciel ustawiał swoje posterunki biegnące wzdłuż rzeki, Juńczyk zobaczywszy je, dał sygnał armii chrześcijańskiej, pomógłszy rozgromić i rozproszyć wroga. W ten sposób haczykiem złowił chwałę swojemu imieniu zamiast ryby.

Kacper Niesiecki w swoim dziele pod tytułem „Herbarz Polski”, wydanym w 1839 roku przez Jana Nepomucena Bobrowicza opisuje herb Juńczyk i podaje następującą legendę herbową:

Początek
tego herbu ztąd zakładają, że Junczyk odważny żołnierz,
skoro tylko wojsko nieprzyjacielskie, nad rzeką obóz swój
położyło, zaraz dawszy znać wojsku Chrześcijańskiemu, sam
na Poganów natarł, i z pomocą drugich, rozproszył. Za co
mu tym kształtem herb nadany. Sukcessorowie jego, z Smoleńskiego wynieśli się do Żmudzi. Z tych był Stefan Junczyk,
dworzanin królewski, u Zygmunta Augusta, zostawił syna
Jerzego, żołnierza odważnego, za Króla Stefana.
Junczyk drugi, to jest, są na Wołyniu niektórzy, którzy
podobnego temuż, herbu zażywają, z tą tylko różnicą, że
krzyż poprzeczny jeden tylko kładą, nie dwa, jak się wyżej
mówiło.

Aleksandr Łakijer w swoim dziele z 1855 roku pt. „Heraldyka Rosyjska” w części poświęconej heraldyce polskiej opisuje herb Juńczyk i podaje następującą legendę herbową:

...Начало этой эмблемы, равно как многих других, кроется во временах язычества и борьбы его с христианством. Рассказывают, что в одну битву, когда неприятель был расположен с своими силами на берегу реки, некто Юньчик, дав знать о том христианскому войску, привел его на врага и, победив его, поймал как бы на уду. В память того Юньчику пожалован описанный герб.

Po przetłumaczeniu:

...Początki tego emblematu, jak i wielu innych, sięgają czasów pogaństwa i jego zmagań z chrześcijaństwem. Mówią, że w jednej bitwie, gdy wróg znajdował się ze swoimi siłami na brzegu rzeki, pewien Juńczyk, powiadomiwszy o tym armię chrześcijańską, poprowadził go do wroga i pokonawszy go, jakby go schwytał, na haku. Na pamiątkę Juńczyk otrzymał opisany herb.

Hipolit Stupnicki w pierwszym tomie swojego dzieła pt. „Herbarz polski i imionospis zasłużonych w Polsce ludzi wszystkich stanów i czasów wydanego” w 1855 roku we Lwowie opisuje herb Juńczyk i podaje następującą legendę herbową:

W polu czerwonem są niby dwa haki na kształt kotwicy, której rękojeść prosto do góry wystająca, przedstawia dwa krzyże jeden nad drugim, na hełmie zaś pięć piór strusich. Początek herbu tego opisują autorowie: w wojnie z poganami, gdy wojsko nieprzyjacielskie w pewnem miejscu nad rzeką obozem się rozłożyło, toć Juńczyk, waleczny żołnierz dawszy o tem znać zastępom Chrześciańskim, które natarłszy z nim na Poganów, rozproszyli ich zupełnie, za co w nagrodę herb tym kształtem został mi nadany. Jeden tego nazwiska Jerzy, wsławił się odwagą w bojach za króla Stefana. Tym herbem pieczętują się Boguszewski, Bolbas, Juńczyk, Krzyżnowski i Waśkiewicz. Są Junczycy i na Wołyniu, którzy tego samego herbu używają z tą odmianą, że zamiast dwóch, jeden tylko krzyż mają na kotwicy.

## Herbowni
- Herb Juńczyk

Apostoł, Boguszewski, Bohuszewski, Bolesławski, Bołdyk, Bołdysz, Dobrzański, Drohomierecki, Enczyk, Flodzyński, Gomontowicz, Inczyk, Jamont, Jamonth, Jasewicz, Jassewicz, Jucewicz, Juchniewicz, Jucowicz, Juniewicz, Juńczyk, Juński, Krzyzanski,Pietrykowski, Pietrzykowski, Rostocki, Rostowski, Rzętkowski, Skrutkowski, Szulce, Szulecki, Szyryński-Agiszewicz,  Wabiszczewicz, Waskiewicz
- Herb Juńczyk II

Boguszewski, Bolbas, Gołub, Krzyżanowski, Rostowski, Turkowski

## Galeria

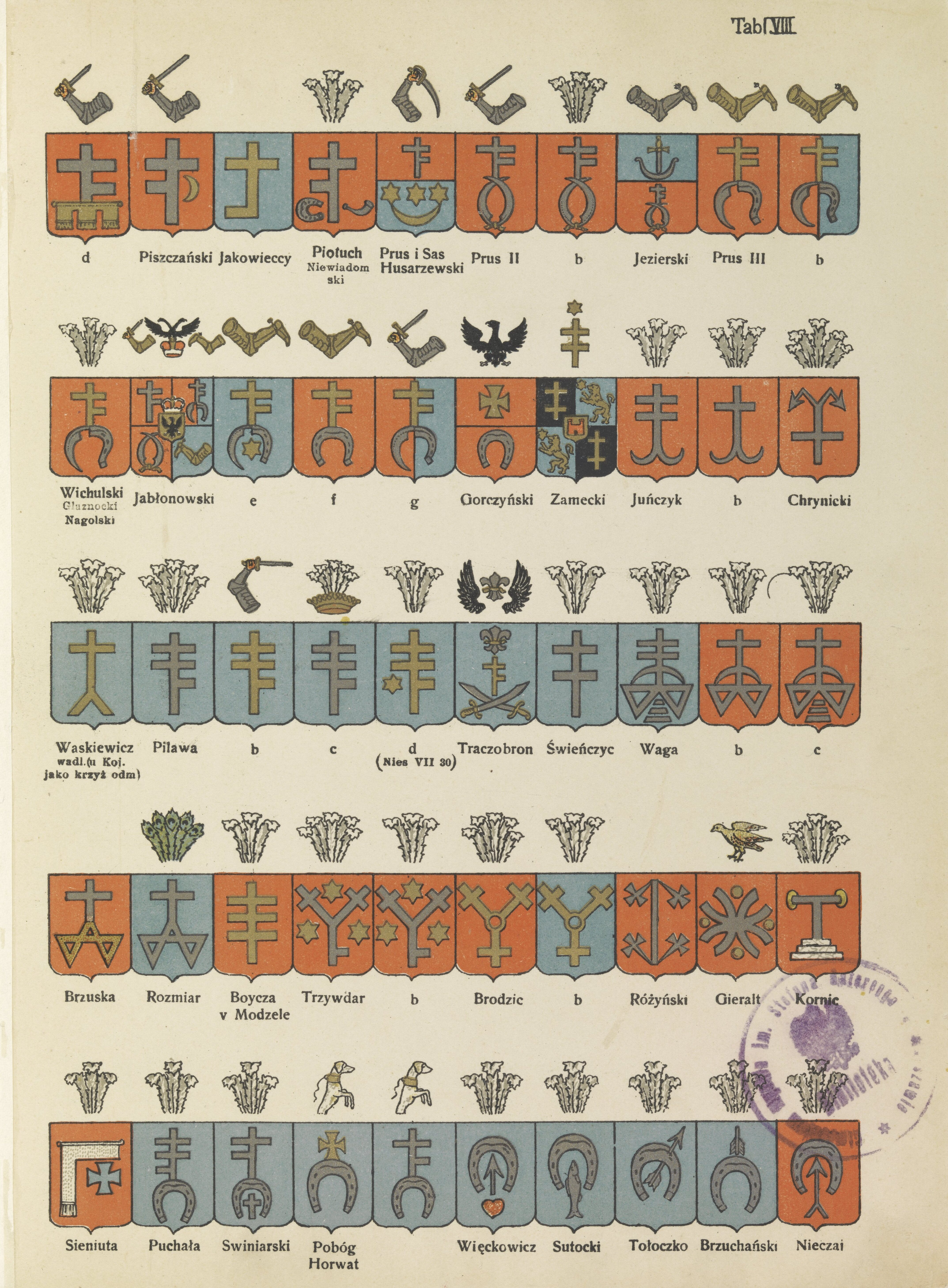
Herb Juńczyk w Tablice odmian herbowych autorstwa Teodora Chrząńskiego z 1909 roku, 2 rząd, kolumna 8 i 9 (odmiana Juńczyk II)

Herb Juńczyk

Herb Juńczyk II

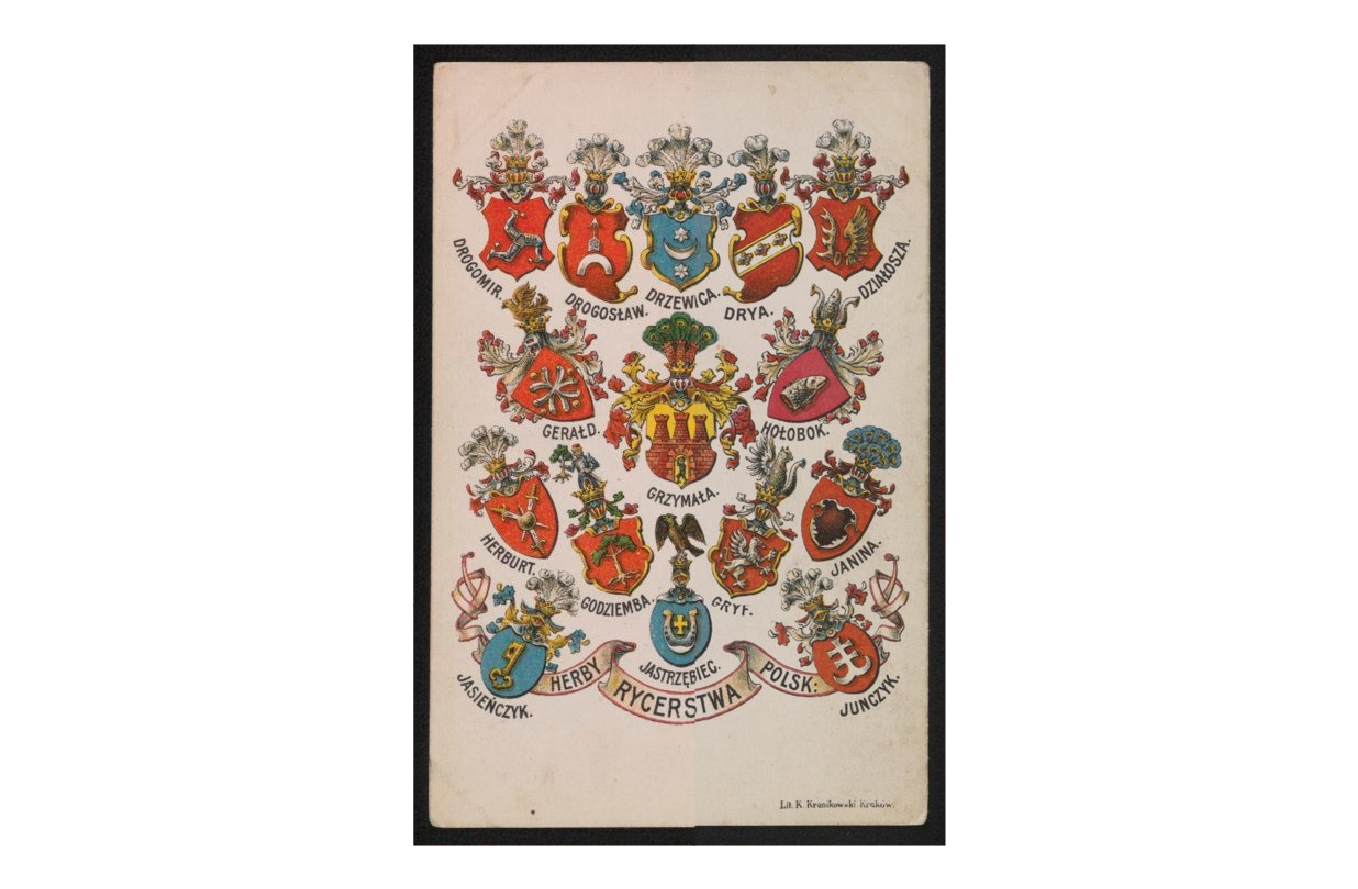
Herb Junczyk na Pocztówce z serii "Herby rycerstwa polskiego" z 1905 roku. (prawy dolny róg)